# Filippo Campanelli
Filippo Campanelli (ur. 1 maja 1739 w Matelice, zm. 18 lutego 1795 w Rzymie) – włoski kardynał.

## Życiorys
Urodził się 1 maja 1739 roku w Matelice, jako syn Giuseppego Campanelliego i Laury Finaguerry. Początkowo studiował w Fermo, a następnie na La Sapienzy, gdzie uzyskał doktorat utroque iure. W młodości opublikował dysertację prawniczą Dissertatio de alluvionibus et paludibus et pascuis ad alium translatis, dzięki której zdobył uznanie i został prałatem Jego Świątobliwości i protonotariuszem apostolskim. 30 marca 1789 roku został kreowany kardynałem diakonem i otrzymał diakonię Santa Maria della Scala. W tym samym roku został także prodatariuszem i członkiem komisji kardynalskiej, mającej zbadać dokumenty z synodu w Pistoi. Po wybuchu rewolucji francuskiej, wraz z Giovannim Francesco Albanim, Leonardo Antonellim, Vitaliano Borromeą, Guglielmo Pallottą i Gregorio Salviatim, został członkiem Kongregacji ds. Francji, której zadaniem było zbadanie sytuacji po wprowadzeniu Konstytucji cywilnej kleru. W 1790 roku nastąpiło gwałtowne pogorszenie relacji pomiędzy Państwem Kościelnym a Królestwem Neapolu. Rok później Pius VI spotkał się z Ferdynandem IV, gdzie skupiono się na kwestiach spornych: mianowaniem biskupów, władzą nuncjusza i sądem kościelnym. Campanelli reprezentował stronę kościelną w negocjacjach z Johnem Actonem, jednak w 1792 znalazły się one w impasie. W następnym roku papież poprosił go o spotkanie z Johnem Hippisleyem, by zacieśnić współpracę z Wielką Brytanią, gdyż łączyły wspólne antyrewolucyjne interesy. Kardynał zalecił angielskiemu duchowieństwu rygorystyczną lojalność wobec rządu. Zmarł 18 lutego 1795 roku w Rzymie.